# Osmia labialis
Osmia labialis är en biart som beskrevs av Pérez 1879. Osmia labialis ingår i släktet murarbin, och familjen buksamlarbin.

## Underarter
Arten delas in i följande underarter:
- O. l. labialis
- O. l. tornensis